# Bábolna
Bábolna é uma cidade da Hungria, situada no condado de Komárom-Esztergom. Tem 33,55 km² de área e sua população em 2019 foi estimada em 3.789 habitantes.